# Hipposideros ridleyi
Hipposideros ridleyi är en fladdermusart som beskrevs av Robinson och Cecil Boden Kloss 1911. Hipposideros ridleyi ingår i släktet Hipposideros och familjen rundbladnäsor. IUCN kategoriserar arten globalt som sårbar. Inga underarter finns listade i Catalogue of Life.
Arten har 47 till 51 mm långa underarmar, en 25 till 29 mm lång svans och en vikt av 7 till 12 g. De runda öronen är med en längd av 25 till 30 mm påfallande stora. De har liksom flygmembranen och hudflikarna på näsan (bladet) en gråbrun färg. Bladet är stort och täcker hela munnen. Håren som bilder pälsen är över hela längden bruna. Djuret har en cirka 49 mm lång kropp (huvud och bål) och en vingspann av ungefär 100 mm. Svansen är nästan helt inbäddad i svansflyghuden.
Denna fladdermus förekommer på södra Malackahalvön och på Borneo. Arten lever i låglandet och i kulliga områden upp till 500 meter över havet. Den har olika sorters skogar som habitat och vilar i trädens håligheter. Vid sovplatsen bildas en mindre koloni med cirka 15 medlemmar.
Hipposideros ridleyi vilar ibland i vägtrummor och andra rör. Lätet som används för ekolokaliseringen har en frekvens av 65 till 67 kHz. I april och maj registrerades honor som hade mjölk i spenarna.